# Thomas Cooper Gotch
Thomas Cooper Gotch (Kettering, 10 dicembre 1854 – Londra, 1º maggio 1931) è stato un pittore e illustratore inglese, fratello dell'architetto John Alfred Gotch.

## Biografia

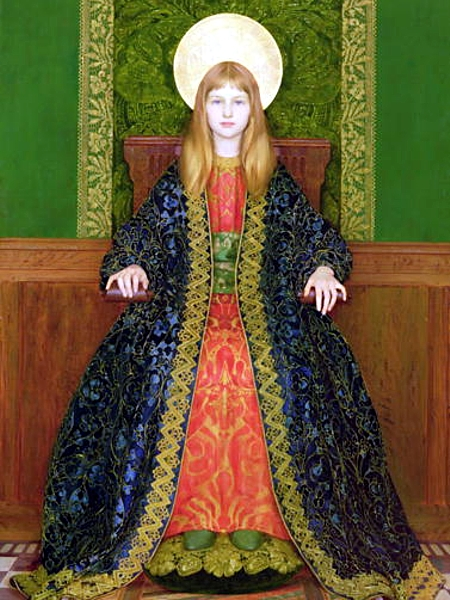
La bambina intronata (The Child Enthroned), 1894

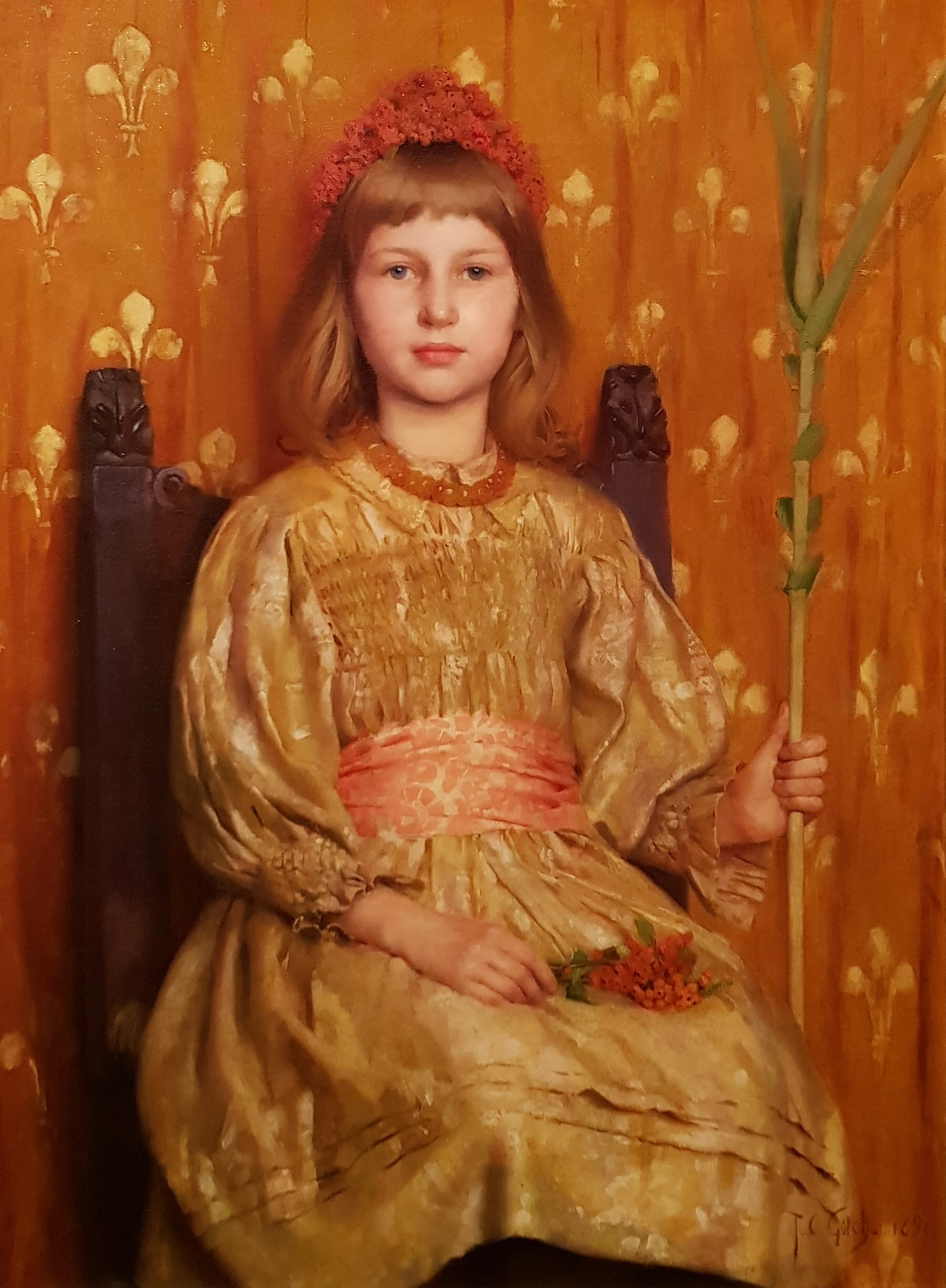
La mia corona e il mio scettro (My Crown and Sceptre), 1892. La bambina seduta sembra essere la figlia del pittore.

Thomas Gotch nacque nel 1854 al numero 13 di Lower Street a Kettering. Veniva da una famiglia di ceto medio a cui appartenevano alcuni studiosi e alcuni artisti. Suo padre era Thomas Henry Gotch (nato nel 1805), un fabbricante di scarpe e sua madre era Mary Ann Gotch (nata nel 1817 a London Ivy Lane), si sposarono a St Saviour Southwark nel 1847. Thomas Cooper Gotch venne mandato a studiare alla scuola d'arte locale, poi andò a studiare ad Anversa e a Parigi sotto l'insegnamento di Jean-Paul Laurens, in seguito, tra il 1878 e il 1880, studiò alla Slade School of Fine Art di Londra. Nel 1881 all'età di 26 anni, dopo un lungo fidanzamento, si sposò con la sua compagna di studi artistici Caroline Burland Yates (1854-1945). 
Dopo diversi viaggi per il mondo, si avvicinò ai movimenti di rottura con le vedute della Royal Academy of Arts e divenne membro fondatore del New English Art Club. Intorno al 1887 Gotch e sua moglie si insediarono nella colonia di artisti della scuola di Newlyn, in Cornovaglia, sebbene l'avessero già visitata nel 1880. Qui fondò la Newlyn Industrial Classes, dove la gioventù locale avrebbe potuto imparare le arti e i mestieri. Aiutò anche l'allestimento della Newlyn Art Gallery della quale fu membro del comitato per tutta la vita. Nel 1887 fondò la Royal British Colonial Society of Artists della quale fu presidente dal 1913 al 1928. Tra i suoi amici di Newlyn ci furono gli artisti Stanhope Forbes e Albert Chevallier Tayler. 
La sua unica figlia, Phyllis Marian Gotch (nata in Francia nel 1882), fece della giovane famiglia Gotch uno dei pilastri della scena sociale di Newlyn. Lei e il suo circolo di amici (usati da Gotch come modelli) ispirarono le storie di H.D. Lowry. Phyllis più tardi divenne una scrittrice e un cantante e si sposò intornò al 1913. Gotch aveva anche un fratello maggiore John Alfred Gotch, un architetto di successo, studioso di architettura e uno scrittore di antiquariato. Thomas Cooper Gotch morì a Londra nel 1931 e sembra sia stato sepolto a Newlyn.

## Le opere

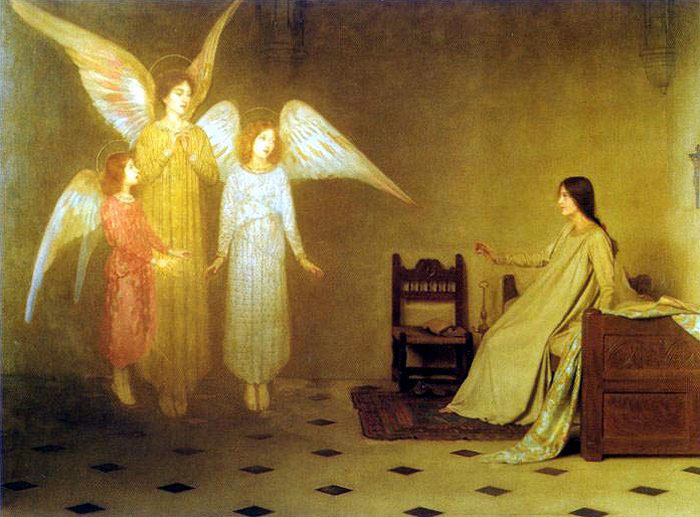
Il risveglio (The Awakening)

Inizialmente a Newlyn Gotch dipinse le scene locali alla maniera realista, in ogni caso questi dipinti spesso avevano un'inclinazione romantica.

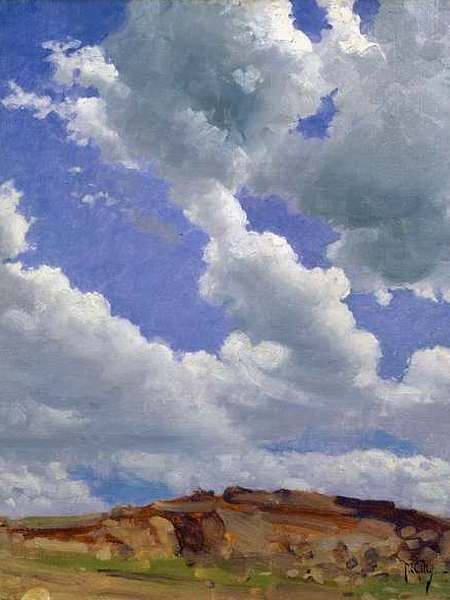
Nuvole (Clouds)

Dopo una visita a Firenze nel 1891, aprì le sue vedute verso il Neo-Romanticismo e il Simbolismo europeo. Il suo primo lavoro realizzato con il suo nuovo stile romantico furono La mia corona e il mio scettro (My Crown and Sceptre) del 1892, che anticipava la bambina intronata (The Child Enthroned) del 1894. Quest'ultima opera fu acclamata dal The Times come la stella dell'anno della Royal Academy, fino a quel momento il suo nuovo stile era stato criticato e disprezzato. 
Dipinse tra l'altro scene religiose cristiane, pittura storica, ritratti e alcuni paesaggi. I suoi lavori più famosi, che costituiscono una parte consistente della sua opera, sono una serie di rappresentazioni di ragazza in abiti medievali. La rappresentazione di queste ragazze sono spesso sottolineate come elemento di modernità nei suoi dipinti. Parallelamente il suo amico intimo Henry Scott Tuke si concentrò sulla rappresentazione di bambini. L'adorazione della bellezza delle bambine fu condivisa da altri grandi uomini di epoca vittoriana come John Ruskin e Lewis Carroll.
La sua opera carica di emozione fu immensamente popolare e acclamata per gran parte della sua vita, ma dopo la prima guerra mondiale il suo interesse per il neo-romanticismo si affievolì e si mise a dipingere acquerelli di fiori. Illustrò anche molti libri, come Round About Wiltshire, The Land of Pardons(un primo studio sul folklore bretone e sul cristianesimo celtico) e illustrò antologie scolastiche come Highroads of Literature.
Una retrospettiva fu tenuta a Newcastle upon Tyne nel 1910 e una mostra in sua memoria fu fatta a Kettering nel 1931.

## Esposizioni
Molte delle opere di Gotch sono sopravvissute e si trovano ancora in Inghilterra. I manoscritti relativi alla vita e al lavoro di Gotch sono conservati al Victoria and Albert Museum di Londra. La Albert East Gallery di Kettering ha una cospicua collezione delle sue opere, tuttavia solo una parte di questa è esposta.